# Cuesta
|  | Per a altres significats, vegeu «Cuesta (desambiguació)». |

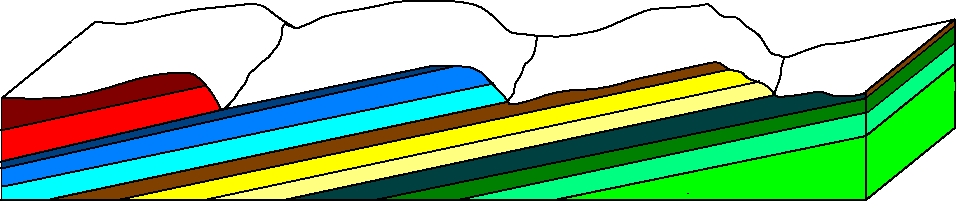
Perfil transversal de tres cuestes, amb el capbussament cap a l'esquerra i amb els estrats formats per roques més resistents en colors més foscos que les més febles.

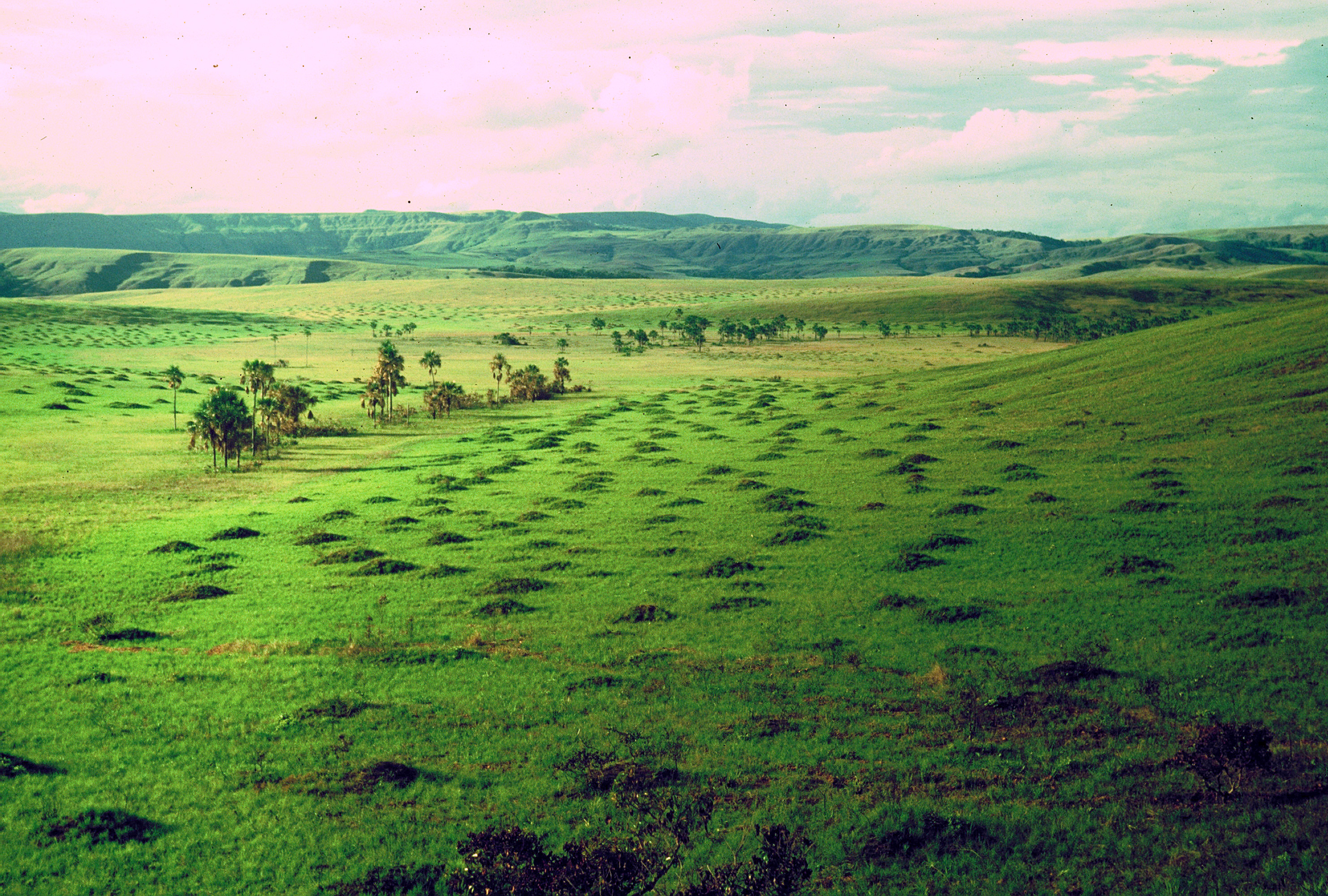
Paisatge de cuestes a la Gran Sabana (Veneçuela). Els monticles són termiters, la majoria abandonats.

Una cuesta és una forma de relleu produïda per l'erosió en aquelles parts on els terrenys sedimentaris tenen les capes lleugerament inclinades. Aquestes presenten un talús frontal i, en la direcció oposada, un pendent d'escassa pendent. El cingle del Niàgara (Niagara Escarpment), als Estats Units, és un bon exemple de cuesta.

## Formació
La formació d'una cuesta suposa l'existència d'una conca sedimentària de capes alternativament dures i toves, totes elles lleugerament inclinades. L'excavació d'aquestes capes per l'erosió en direcció transversal respecte al sentit del pendent dona llavors lloc a la formació d'un relleu caracteritzat per l'existència d'un front, un talús abrupte de perfil còncau que s'alça sobre la depressió subseqüent, excavada per l'erosió a la capa tova subjacent; una capa dura superior que corona el talús en forma de cornisa; i un revers, altiplà lleugerament inclinat en la direcció oposada a la del front.
La vall que descendeix en el sentit del revers (o sigui, en el de les capes o estrats) es qualifica com cataclinal, mentre que la vall que baixa en la mateixa direcció del front és anaclinal. Un curs d'aigua que discorre en el mateix sentit de el pendent cataclinal excava una vall consegüent, mentre que els afluents perpendiculars al mateix donen valls subseqüents o ortoclinals.
En certes parts, el front presenta una major resistència a l'erosió i, en retrocedir per efecte d'aquesta, abandona un inselberg rematat per la mateixa roca dura que constitueix el revers de la cuesta. Una mateixa conca pot presentar una successió de cuestas més o menys nombroses. Quan el cabussament de la cuesta és molt fort s'anomena hogback, terme d'origen anglès que s'usa internacionalment en els camps de la geologia i geomorfologia.